# Madonna Wayne Gacy
Stephen Gregory Bier Jr. (n. 6 martie 1964, Fort Lauderdale, Florida), mai cunoscut după numele de scenă Madonna Wayne Gacy sau după porecla  Pogo, este fostul claviaturist al trupei Marilyn Manson (1989-2007). Numele lui de scenă combina numele cântăreței Madonna și cel al criminalului în serie John Wayne Gacy.

## Discografie
- Portrait of an American Family (Marilyn Manson, 1994)
- The Hearts Filthy Lesson single (US) (David Bowie, 1995) (necreditat)
- Smells Like Children (Marilyn Manson, 1995)
- Antichrist Superstar (Marilyn Manson, 1996)
- Remix & Repent (Marilyn Manson, 1997)
- Lost Highway Soundtrack - Apple of Sodom  (necreditat, 1997)
- Mechanical Animals   (Marilyn Manson, 1998)
- Dead Man on Campus Soundtrack  (Marilyn Manson's cover of David Bowie's "Golden Years", 1999)
- Detroit Rock City  (Marilyn Manson's cover of AC/DC's "Highway to Hell", 1999)
- The Last Tour on Earth (Marilyn Manson, 1999)
- Holy Wood (In the Shadow of the Valley of Death) (Marilyn Manson, 2000)
- Guns, God and Government (Marilyn Manson, 2000)
- The Golden Age of Grotesque (Marilyn Manson, 2003)
- Lest We Forget: The Best of Marilyn Manson (Marilyn Manson, 2004)
- Lost & Found (Marilyn Manson, 2008)